# Bertrand Laquait
Vous lisez un « bon article » labellisé en 2013.
Pour les articles homonymes, voir Laquait.
Bertrand Laquait, né le 13 avril 1977 à Vichy, est un footballeur français qui évolue au poste de gardien de but.
Natif de Vichy et issu d'une famille tournée vers le football, Laquait découvre ce sport dans des clubs de la ville. Par la suite, il passe deux ans au Football Club Sochaux-Montbéliard avec lequel il signe un contrat de non-sollicitation. Il rejoint finalement son frère, Stéphane Laquait, au centre de formation de l'Association sportive Nancy-Lorraine et y poursuit sa formation. Il intègre le groupe professionnel en 1996 comme doublure de Frédéric Roux, joue son premier match professionnel en 1997, remporte son premier trophée, à savoir le Championnat de France de D2, en 1998, et devient titulaire en 1999.
Il quitte le club en 2002 après une saison marquée par les blessures et la mort de Philippe Schuth. Après quelques mois sans club, il signe avec le Royal Charleroi Sporting Club où il reste sept années, devenant un des meilleurs gardiens du championnat belge. Durant cette période, il est prêté une saison en Espagne, au Recreativo de Huelva où il a l'occasion de jouer contre de grandes équipes malgré un rôle de second.
En 2009, il signe avec l'Évian Thonon Gaillard Football Club et participe à l'exceptionnelle montée du club, qui remporte le championnat de National en 2010 puis le championnat de Ligue 2 en 2011. Laquait devient un symbole de l'ETG, notamment lors du parcours en Coupe de France, en 2013, au cours de laquelle les Croix de Savoie atteignent la finale.
Après cette expérience savoyarde, il signe en Ligue 2, au Valenciennes Football Club. Cependant, l'équipe réalise une saison difficile et se maintient à la dernière journée. En juillet 2015, il décide de quitter Valenciennes.

## Biographie

### Enfance
Bertrand Laquait naît le 13 avril 1977 à Vichy en Auvergne,,. Il est le jeune frère de Stéphane Laquait qui deviendra lui aussi footballeur professionnel,. Dans sa jeunesse, Bertrand n'est pas vraiment intéressé par le football, au contraire de son frère qui voudrait devenir gardien de but. Stéphane demande ainsi à son frère de lui envoyer des ballons pour qu'il s'entraîne à les arrêter. Bertrand s'essaye alors à tous les postes (défenseur, milieu, ailier, attaquant). Cependant, il se lasse assez rapidement et les deux frères décident d'inverser les rôles. C'est, à l'âge de 11-12 ans, la naissance d'une vocation pour Bertrand qui décide de rester au poste de gardien,.
Son père est un ancien joueur amateur, ayant évolué à l'ASPTT Vichy. Il reste dans l'encadrement de ce club au sein duquel il devient éducateur. C'est ainsi que Stéphane et Bertrand Laquait jouent leurs premiers matchs sous les couleurs de l'ASPTT. Plus tard, Bertrand quitte l'ASPTT pour jouer avec le club voisin du Racing Club de Vichy. En 1991, alors joueur du RC Vichy, il dispute la Coupe nationale des minimes avec la sélection de la Ligue d'Auvergne. Dans sa jeunesse, Bertrand Laquait dit avoir été inspiré par Bruno Martini, et plus particulièrement lors du passage de celui-ci à l'AJ Auxerre. Il se dit grand amateur « aussi bien de sa personnalité, que de son style ou de ses performances ».

### Carrière de footballeur

#### AS Nancy-Lorraine (1993-2002): gagner de l'expérience

##### Débuts (1993-1999)
Alors qu'il est âgé de treize ans, Bertrand Laquait signe un contrat de non-sollicitation avec le club du Football Club Sochaux-Montbéliard,. Deux ans plus tard, il arrive au centre de formation de l'AS Nancy-Lorraine, où il rejoint son frère Stéphane. Pour sa première année à Nancy, il devient le gardien titulaire de l'équipe des moins de 17 ans et s'incline en finale du championnat de sa catégorie 1993 face à l'Olympique lyonnais sur un score de 4-1,. Lors de son parcours junior, Bertrand Laquait est appelé en équipe de France des moins de 16 ans puis, plus tard, chez les moins de 17 ans. Le jeune gardien reste quelques saisons au sein des équipes de jeunes de l'ASNL avant d'intégrer l'équipe réserve. Les gardiens de l'équipe première sont alors Grégory Wimbée et Frédéric Roux. Alors qu'il fait partie de la réserve nancéienne, il inscrit un but face au Calais RUFC en CFA.

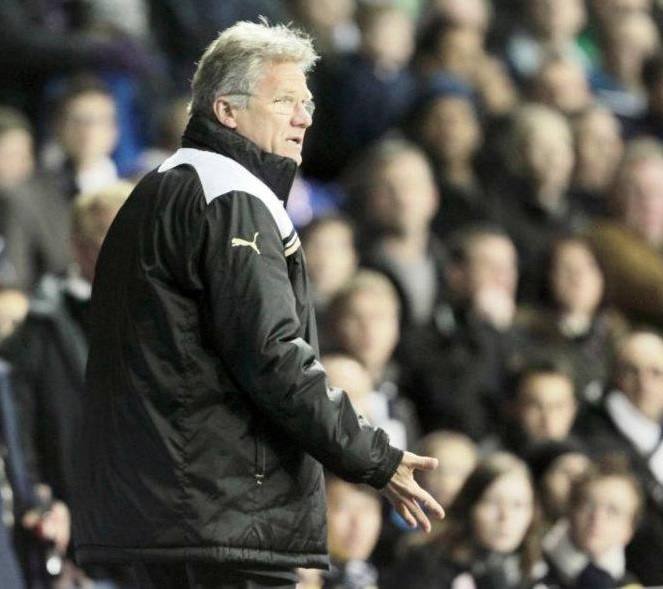
László Bölöni est l'entraîneur qui a lancé Bertrand Laquait dans le grand bain.

Après la saison 1996-1997, achevée par la relégation en deuxième division, Wimbée quitte Nancy pour rejoindre l'AS Cannes. Sous les commandes de l'entraîneur László Bölöni, Roux obtient ainsi le poste de titulaire et Laquait celui de gardien remplaçant de l'équipe première. Le 2 avril 1997, Laquait assure son rôle de remplaçant à la suite d'une blessure de Roux et dispute ainsi le premier match de sa carrière chez les professionnels à l'occasion de la première journée de la saison 1997-1998. C'est la première fois de sa carrière qu'il a l'occasion, en match officiel, d'affronter son frère, qui évolue à l'époque à l'ES Troyes AC. Laquait encaisse son premier but après huit minutes de jeu sur un tir de Laurent Tomczyk, deux autres suivront dans un laps de temps de 20 minutes. Finalement, Nancy s'inclinera quatre buts à deux,. L'apprentissage est compliqué pour Laquait et il considérera par la suite ce match comme « le plus marquant de sa carrière », le qualifiant de « baptême difficile ». Frédéric Roux reprend sa place dès le match suivant. Laquait revient au poste de titulaire, le 18 novembre 1997, contre Le Mans Football Club, où il encaisse un but de Cyril Revillet (score final 1-0). À l'issue de la saison, Nancy remporte le championnat de deuxième division 1997-1998 et décroche ainsi la promotion en première division. C'est le premier titre professionnel de la carrière de Bertrand Laquait, bien qu'il ne joua qu'à deux reprises.
En 1998, il est sélectionné par Raymond Domenech pour prendre part au tour préliminaire du Championnat d'Europe espoirs 2000. Néanmoins, Laquait doit se contenter d'un rôle de doublure de Mickaël Landreau et ne joue aucun match ni des qualifications ni de la phase finale.
La première saison de Laquait en première division est difficile. Alors qu'il est sur le banc des remplaçants, il se fait expulser par Gilles Chéron contre l'AJ Auxerre lors de la deuxième journée (défaite 3-2). Plus tard dans la saison, il se fera une nouvelle fois expulser dans des conditions similaires, face au Racing Club de Strasbourg, après l'égalisation des Alsaciens face à son équipe (1-1). Il dispute son premier match en première division, le 23 août 1998 face au Football Club de Nantes, remplaçant en cours de match Frédéric Roux,. En novembre 1998, Bölöni mise sur l'alternance au poste de gardien de but et Laquait joue trois matchs consécutivement comme titulaire, « sans décevoir ni enthousiasmer ». L'entraîneur roumain donne du temps de jeu à Laquait qui participe aux deux matchs de Nancy lors de la Coupe de la Ligue 1998-1999,.

##### Titulaire (1999-2001)
Avant le début de la saison 1999-2000, les dirigeants nancéiens décident de prêter Frédéric Roux à La Berrichonne de Châteauroux. Bertrand Laquait obtient le poste de titulaire et disputera tous les matchs de la saison. Gennaro Bracigliano devient son remplaçant. Néanmoins, la saison s'achève de la plus mauvaise des manières pour l'AS Nancy qui termine à la seizième place (sur dix-huit) synonyme de relégation en raison d'une différence de buts moins bonne que celle de l'Olympique de Marseille qui parvient à se maintenir avec le même nombre de points. À propos de cette saison, Bertrand Laquait déclare avoir « pris dans la gueule. Quand tu es jeune, tu fais des erreurs mais ça te permet aussi d’apprendre plus vite. J’ai emmagasiné beaucoup d’expérience pendant cette saison qui reste un échec puisqu'on est descendus ». Sur l'ensemble de la saison, il encaisse quarante-cinq buts en l'espace de trente-quatre matchs, constituant une moyenne de 1.32 buts encaissés par match.
Laquait conserve son poste de titulaire malgré la descente du club en seconde division et joue, encore une fois, l'ensemble des matchs officiels de la saison 2000-2001. Nancy termine cinquième du championnat avec la troisième meilleure défense du championnat (trente-deux buts encaissés).

##### Blessures et décès de Philippe Schuth (2001-2002)
Laquait débute sa troisième saison consécutive comme gardien de but titulaire. Après la septième journée, il est victime d'une blessure qui l'oblige à se tenir éloigné des terrains. Philippe Schuth prend sa place dans les cages nancéiennes,. Schuth est recruté par le club lorrain lors de l'intersaison 2001 pour suppléer Laquait. Le jeune gardien fait ses débuts à Nancy face au Stade lavallois le 15 septembre 2001 et Olivier Sorin est nommé gardien remplaçant à partir du match suivant, contre le Racing Club de Strasbourg,. Bertrand Laquait revient dans le groupe et apparaît sur le banc des remplaçants, face à Châteauroux, le 20 octobre 2001. Il reprend finalement son poste de titulaire lors de la dix-septième journée, en novembre contre Le Mans.
Dès le début de l'année 2002, Schuth reprend sa place de titulaire et s'impose définitivement à ce poste. Le mardi 19 février 2002, Philippe Schuth est victime d'un grave accident de la route sur l'Autoroute A31 après avoir perdu le contrôle de sa voiture sur une route mouillée, alors qu'il roulait, selon l'enquête, à une vitesse comprise entre 100 et 110 kilomètres par heure. Il est transféré dans un « état critique et très préoccupant » au CHU de Nancy où il est déclaré cliniquement mort durant la nuit du mardi au mercredi,. Il décède des suites de ses blessures dans l'après-midi du 21 février 2002. Pour honorer sa mémoire, une tribune du stade Marcel-Picot est baptisée de son nom. Bertrand Laquait est très marqué mentalement par la disparition de son coéquipier. Il reprend sa place de titulaire à la suite de ce drame, le 23 février 2002 lors d'un Beauvais-Nancy (0-1), honoré en mémoire du gardien décédé.
Laquait est toutefois victime d'une déchirure des ligaments croisés du genou gauche peu de temps après lors d'un match contre le Football Club de Gueugnon le 10 mars,,,. Il est remplacé par Olivier Sorin jusqu'à la fin de la saison. Nancy termine dans le ventre mou du championnat, prenant la neuvième place du championnat.
La convalescence de Laquait va durer neuf mois au total. En fin de contrat avec Nancy, sans club mais remis de sa blessure, il est convoqué, en novembre 2002, à un essai de deux semaines par l'Association sportive de Saint-Étienne après la blessure de Dominique Casagrande. Même si le club lui propose un contrat, le genou de Laquait n'est pas totalement guéri et Saint-Étienne désire un gardien disponible rapidement. Aucun accord n'aboutit donc entre Laquait et les Verts. Par la suite, l'agent de Bertrand Laquait le met en relation avec le Royal Charleroi Sporting Club, alors à la recherche d'un gardien de but, en raison de la blessure du titulaire Ištvan Dudaš,. Laquait entre ainsi en discussion avec Mogi Bayat, le manager de Charleroi.

#### RSC Charleroi (2002-2006): rebond en Belgique

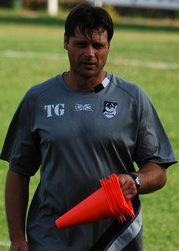
En décembre 2002, Bertrand Laquait arrive à Charleroi pour suppléer Ištvan Dudaš.

En décembre 2002, Bertrand Laquait signe avec le Royal Charleroi Sporting Club, équipe qui évolue dans le championnat belge. Son contrat le lie au club jusqu'en juin 2004,. Lors de son arrivée, les dirigeants lui proposent le numéro 1. Laquait refuse par respect pour Ištvan Dudaš, gardien qu'il vient suppléer, qui désire conserver ce numéro. Il change alors son numéro 16, porté à Nancy, en 28. Après la signature, Bertrand Laquait déménage et s'installe à Châtelet.
Bertrand Laquait joue son premier match sous ses nouvelles couleurs, le 18 décembre 2002, face au Standard de Liège dans le cadre des huitièmes de finale de la Coupe de Belgique 2002-2003, match perdu 2-1 et synonyme d'élimination de cette compétition,. Un mois plus tard, contre cette même équipe du Standard (cette fois-ci en championnat), il se fracture le pouce, plus précisément le cinquième métacarpien. Cette blessure écarte Laquait des terrains jusqu'en mars 2003. Pour la première saison de Laquait au club, les Zèbres jouent le maintien en Jupiler League. Laquait aura joué au total treize matchs durant cette saison, le poste de titulaire revenant le plus souvent au Serbe Ištvan Dudaš. Charleroi termine à la douzième place du championnat et parvient à se maintenir parmi l'élite du championnat belge. Après la saison, le Royal Sporting Club Anderlecht ainsi que le Club Bruges KV se montrent intéressés par le gardien français. En effet, le contrat de Laquait pourrait le laisser partir sous certaines conditions. Finalement, rien ne se révèle officiel et Laquait reste à Charleroi.
En octobre 2003, soit deux mois après le début de la saison 2003-2004, des rumeurs annoncent un nouveau contact entre Laquait et le RSC Anderlecht. C'est à la veille d'un match face à cette équipe des Mauves que Laquait prolonge son contrat au club carolorégien jusqu'en 2006. Il affirme se sentir très bien à Charleroi, remerciant les dirigeants du club de l'avoir intégré à l'équipe et espère que « [Charleroi] se réinstallera progressivement parmi les valeurs sûres du football belge ». Néanmoins, le début de saison est difficile car le Sporting occupe la dernière place du championnat. Pourtant, Laquait figure parmi les meilleurs gardiens du moment et suscite l'intérêt du Club Bruges KV qui cherche un remplaçant à Dany Verlinden qui prendra sa retraite en fin de saison. Laquait réfute toute envie de partir et désir se stabiliser, notamment en raison de la naissance de sa fille le 25 novembre 2003.
Le 20 décembre 2003, Bertrand Laquait réussit à inscrire un but, lors des premières secondes du match face au RAEC Mons,. Alors qu'il touche son premier ballon, Laquait fait un long dégagement pour alerter Adékanmi Olufadé. Cependant, le ballon est poussé par le vent et lobe Kris Van De Putte, terminant sa course dans le but adverse. À propos de ce but, Laquait se dit « heureux d'avoir été l'artisan d'un tel événement qui restera gravé dans [sa] mémoire ». Charleroi réussit à se maintenir en prenant la quinzième position et Laquait est une nouvelle fois complimenté par la presse footballistique belge,. Le gardien de Charleroi prend la douzième place ex-æquo avec Silvio Proto, dans le classement du Soulier d'or belge 2004.
Pour la saison 2004-2005, Laquait conserve son poste de titulaire et est suppléé par Fabian Gallée après le départ à la retraite d'Ištvan Dudaš. Laquait prend ainsi le maillot numéro 1,. Une nouvelle fois, durant le mercato hivernal, on annonce l'intérêt d'Anderlecht pour Laquait. Quelques semaines plus tard, Laquait se dit lui-même intéressé par Anderlecht mais déclare qu'aucun contact n'a été établi entre lui et ce club, confirmant qu'il est lié à Charleroi jusqu'en 2006. La saison 2004/2005 voit Charleroi se relever et prendre la cinquième place du championnat, décrochant une qualification pour la prochaine Coupe Intertoto.

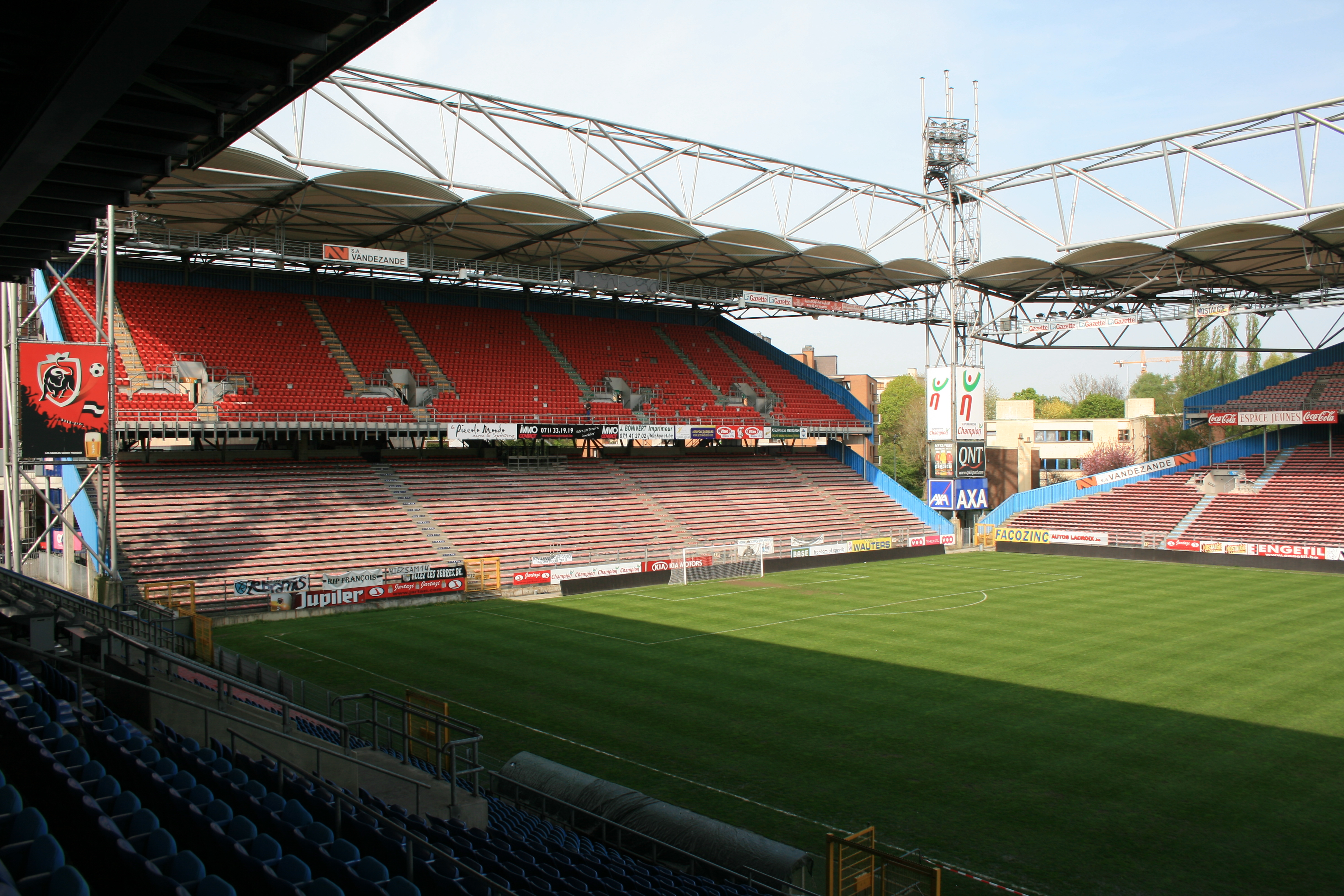
Le stade du Pays de Charleroi, enceinte du club du RSC Charleroi.

Pour le trophée de Gardien de l'année 2005, de nombreux spécialistes désignent Silvio Proto et Bertrand Laquait comme les favoris. Le gardien des Zèbres reçoit, majoritairement, de bonnes critiques. L'ancien joueur Didier Vandenabeele affirme que Laquait « a d'ores et déjà prouvé ses qualités, le seul petit reproche [à lui faire étant] qu'il ne bloque pas assez de ballon. », précisant que « lorsqu'il est en confiance, il est difficile de le battre ». Wim De Coninck admet que Laquait « gagne beaucoup de points en tout cas » ; Christian Piot déclare que ses principales qualités sont « sa sobriété et son efficacité » Il met en avant son comportement très professionnel qui, selon lui, « suscite le respect », tout comme sa personnalité qui « l'érige en leader naturel dans le groupe ». Enfin, Filip De Wilde estime que « Bertrand Laquait [...] maîtrise toutes les facettes de son métier : il apparaît comme un gardien complet, et il pourrait aisément s'imposer comme titulaire dans une grande équipe belge ». Laquait ne remporte cependant pas le titre de Gardien de l'année en Belgique, finalement décerné à Silvio Proto. Laquait est tout de même élu Zèbre d'or de la saison par les supporters de Charleroi. En mai 2005, le manager Mogi Bayat annonce aux supporters que Laquait vient de signer une prolongation de contrat jusqu'en 2008,.
Une fois la saison achevée, les dirigeants de l'Olympique de Marseille font savoir qu'ils souhaitent recruter un gardien pour le poste de numéro 2, derrière Fabien Barthez. Certains noms sont avancés comme Yannick Quesnel, Rudy Riou, Nicolas Penneteau ainsi que Bertrand Laquait,. Alors que certains médias l'annoncent partant,, il décide finalement de ne pas signer avec le club phocéen.
Lors de l'intersaison, il dispute ses premiers matchs en compétitions européennes, lors de la Coupe Intertoto 2005. Charleroi entre au deuxième tour de cette compétition. Laquait dispute les deux matchs face aux Finlandais du Tampere United, mais le club est éliminé à cause du but inscrit à l'aller par Antti Hynynen (0-1 ; 0-0). Par ailleurs, il reprend son ancien numéro, le 28, à partir de ces deux rencontres. En effet, le numéro 1 est récupéré par Damien Lahaye, arrivé en provenance de la Royale Entente Sportive Couvin-Mariembourg. En 2005-2006, il reste titulaire. Le Sporting n'atteint pas son objectif qui était celui de confirmer sa présence dans le haut niveau du football belge et se classe onzième.
Laquait obtient alors quelques propositions de contrat. Une absence de Laquait, en juillet 2006, lors d'un match amical fait naître quelques doutes sur son avenir à Charleroi. En effet, le Standard de Liège se montre intéressé pour pallier le départ de Vedran Runje. Ces craintes seront balayées par Bertrand Laquait lui-même qui assure que cette absence était prévue et que « [sa] tête reste pleinement au Sporting ». Par la suite, il refuse une proposition d'un contrat de quatre ans du club roumain du FC Steaua Bucarest, qualifié pour la Ligue des champions 2006-2007. Laquait dira qu'il aurait accepté cette proposition si elle avait été émise par un club italien ou espagnol. Le 29 août 2006, le Recreativo de Huelva officialise l'arrivée de Bertrand Laquait au club pour un prêt d'une année suivi d'une option pour une année supplémentaire,,. Ce prêt est arrangé par l'agent du joueur Jorge Vidal. Le jour même de cette officialisation, Laquait prend un avion à destination de l'Espagne et visite les installations de sa nouvelle équipe.

#### Prêt au Recreativo de Huelva (2006-2007): une escapade espagnole

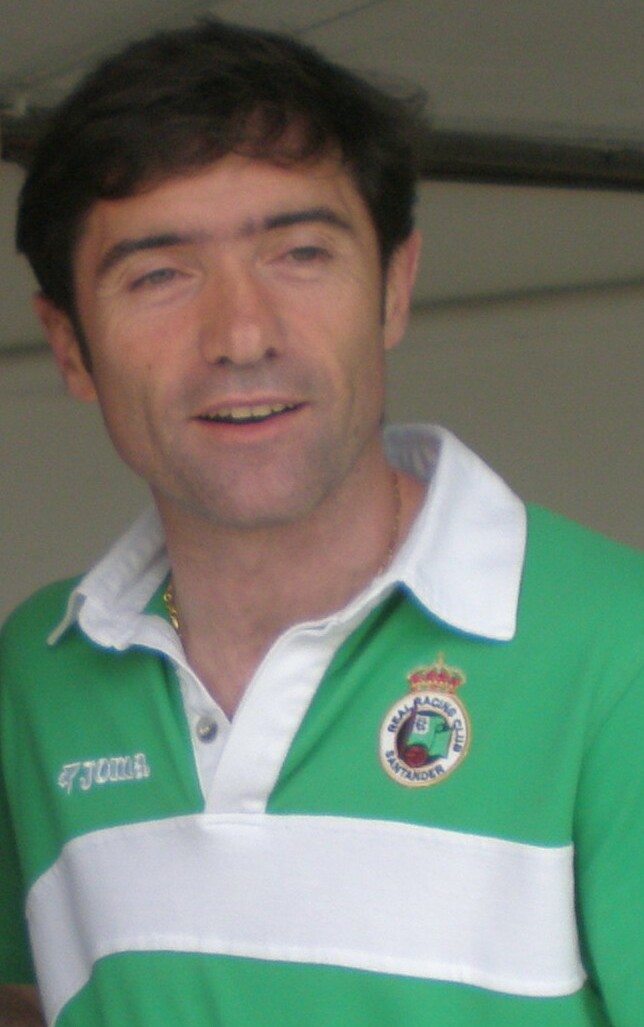
Marcelino García Toral est l'entraîneur du Recreativo Huelva et de Bertrand Laquait lors de la saison 2006-2007.

Bertrand Laquait arrive chez le promu espagnol, le Recreativo de Huelva, en tant que deuxième gardien derrière Javier López Vallejo, prêté lui aussi, par le Villareal CF. Lors du communiqué annonçant l'arrivée de Laquait, Huelva définit le gardien comme « un gardien exceptionnel, avec une expérience internationale et un CV enviable ».
Le 14 octobre 2006, López Vallejo se blesse au genou face à l'Atletico Madrid et Bertrand Laquait le remplace, jouant son premier match de Liga,. Il encaisse son premier but dans sa nouvelle équipe, sur penalty, par Fernando Torres. Il encaisse un autre but quelques minutes après par Sergio Agüero et l'Atlético remporte le match deux buts à un. Le site spécialisé dans le football belge footgoal.net qualifie la première prestation de Laquait de « décevante ». Pour combler la blessure de Vallejo, Laquait est titularisé durant cinq matchs. Il joue son premier match comme titulaire, en Espagne, contre le Getafe CF, le 22 octobre 2006, qui se solde par une défaite deux buts à un également. La semaine suivante, il est titulaire face au FC Barcelone, le 28 octobre 2010 au Camp Nou. Malgré la défaite 3-0, il en garde un bon souvenir, déclarant, en 2012, que « Jouer au Camp Nou contre le Barça, ce n'était plus un rêve. Ronaldinho, Eto'o, Valdes, Iniesta, Messi qui débutait… Et le public. Quel souvenir ! ». Javier López Vallejo fait son retour le 12 novembre 2006, face au Celta de Vigo, ce qui entraîne le retour de Laquait sur le banc des remplaçants. Lors du mercato hivernal 2007, le Standard de Liège entre en contact avec Charleroi ayant pour but, un « transfert imminent ». Aucun contact direct avec Laquait n'est effectué. Le Vichyssois confie que Liège « [l']intéresse toujours » mais qu'un départ « semble impossible » du fait d'un manque de temps.
Laquait revient dans les cages du Recreativo le 12 mai 2007 face au Séville FC et joue les cinq derniers matchs de la saison de son équipe. Il est titulaire face au Real Madrid, le 20 mai 2007 dans un match haletant où il doit s'incliner à trois reprises, entraînant la défaite de Huelva, trois buts à deux. Lors de cette rencontre, il écopera d'un carton jaune, le seul avertissement de sa période à Huelva. Au total, Laquait joue neuf matchs du championnat espagnol ainsi que deux rencontres de la coupe nationale. Le Recreativo termine à la huitième place au terme du championnat.
En avril 2007, le Recreativo de Huelva désire prolonger le contrat de Laquait au sein de son équipe professionnelle. Laquait veut rester au club mais désire devenir titulaire. Quelques jours plus tard, Huelva fait une offre de 700 000 euros à Charleroi. Le club espagnol désire proposer un contrat d'une durée de trois ans au portier vichyssois. Cependant, Charleroi refuse cette offre. De plus, les négociations coincent entre Huelva et Laquait. Le président du RCSC annonce dans la presse, en mai 2007, que Laquait reviendra probablement la saison prochaine en Belgique. Laquait confirme qu'il revient à Charleroi, affirmant qu'il a « trop d'incertitudes » à Huelva. Dans La Gazette des sports, il déclare « Quand j'ai signé [à Huelva], on avait convenu de certaines choses. Aujourd'hui, on ne part plus sur les mêmes bases, même si on m'assure que je serai titulaire. À Charleroi, je sais ce que j'aurai. [À Huelva], je n'ai aucune garantie. Dans mon esprit, je serai donc le 25 juin à la reprise des entraînements du Sporting ».

#### Retour à Charleroi (2007-2009)
Laquait revient officiellement à Charleroi le 25 juin 2007, sa période de prêt à Huelva prenant fin et n'étant pas renouvelée. Il ne lui reste qu'une année de contrat avec Charleroi, son contrat prenant fin le lundi 30 juin 2008. Lors de la présaison, il souffre de quelques problèmes de dos, qui ne l'empêchent pas d'être titulaire à l'ouverture de la saison. La saison 2007-2008 démarre bien pour le Sporting qui inscrit dix points en cinq matchs. Laquait est glorifié pour ce début de saison. Lors du mercato hivernal, Laquait discute avec des clubs français, désirant revenir dans son pays d'origine avant la fin de sa carrière. Au début de l'année 2008, le club roumain du Rapid Bucasrest fait une proposition que le gardien refuse. Les raisons de ce refus, selon Mircea Rednic, alors entraîneur de Bucarest, sont des « prétentions financières élevées » de la part du gardien. La clause libératoire fixée par le club concernant son gardien numéro un dépasse 500 000 euros. Laquait évoque un possible départ pour le championnat de Roumanie, admettant un intérêt pour le projet sportif de cette équipe, mais celui-ci pense d'abord à sa famille, affirmant qu'il faut « éventuellement régler l'aspect financier ». Ce dossier n'aboutit finalement pas. Laquait confirmera son refus, déclarant que « [le Rapid Bucarest change] les chiffres une fois que tu es là-bas pour signer », prenant pour exemple Salou Ibrahim qui, après s'être rendu en Roumanie, a refusé de signer avec Bucarest car les points du contrat n'étaient pas les mêmes dont ils étaient convenus en négociations,.
Dans le courant de cette saison 2007-2008, Laquait parvient à garder sa cage inviolée pendant plus de 356 minutes entre la vingt-et-unième journée et la vingt-cinquième journée,. Durant toute la durée de la saison, Laquait est au cœur de nombreuses rumeurs concernant son avenir, n'étant alors pas sûr de prolonger avec le club belge. Le quotidien italien Tuttosport révèle, en avril 2008, que Bertrand Laquait fait partie d'une liste de gardiens de but proposée aux dirigeants de la Juventus de Turin pour le poste de doublure de Gianluigi Buffon pour la saison 2008-2009,. Les autres joueurs cités sont Stefano Sorrentino, Luca Castellazzi, Alex Manninger ou encore Mario Galinović. Au terme de la saison 2007-2008, le Sporting Charleroi termine huitième. Le contrat de Laquait arrivant à échéance, Bertrand Laquait fait une proposition à Mogi Bayat pour rester au sein du club des Carolos. Le gardien français prolonge son contrat jusqu'en 2010, assorti d'une année en option,. Ce contrat possède toujours une clause libératoire, valable jusqu'au 1er août 2009,.
La saison 2008-2009 voit Laquait rester à son poste de titulaire. Lors du mercato hivernal, de nombreux médias belges l'annoncent en partance pour le KRC Genk, le club cherchant un remplaçant à Logan Bailly,. Selon la presse, les négociations débutent entre les deux clubs, et Charleroi affirme que la proposition de Genk est correcte. Cependant, Laquait confirme que « c'est [lui] qui gère [sa] carrière » et qu'il n'a pas reçu de propositions. Charleroi déclarera plus tard, la veille du nouvel an 2009, que le gardien français est intransférable. Le 4 avril 2009, il se blesse face au Club Bruges KV après un contact avec l'attaquant brugeois Wesley Sonck. Il est remplacé pendant le match par Cyprien Baguette,. Laquait passe une échographie et ne pense pas pouvoir participer au prochain match face au Royal Excelsior Mouscron. Finalement, il est aligné comme titulaire face à cette équipe et termine la saison,. À une semaine de la fin du championnat, il remporte, pour la seconde fois, le titre de Zèbre d'Or, récoltant 51 % des voix et devançant ses coéquipiers Abdelmajid Oulmers, avec 23,4 % des voix et Frank Defays, avec 10,4 % des voix. Charleroi termine dans la deuxième partie de tableau, à une moyenne douzième place.
Dès la saison achevée, Laquait affirme son envie de quitter Charleroi, étant à la recherche d'un projet, notamment en France. Laquait affirme que s'il ne reçoit aucune proposition avant le 1er août, il quittera le club et laissera Charleroi régler son transfert.

#### Évian Thonon Gaillard Football Club (2009-2014): un nouveau défi

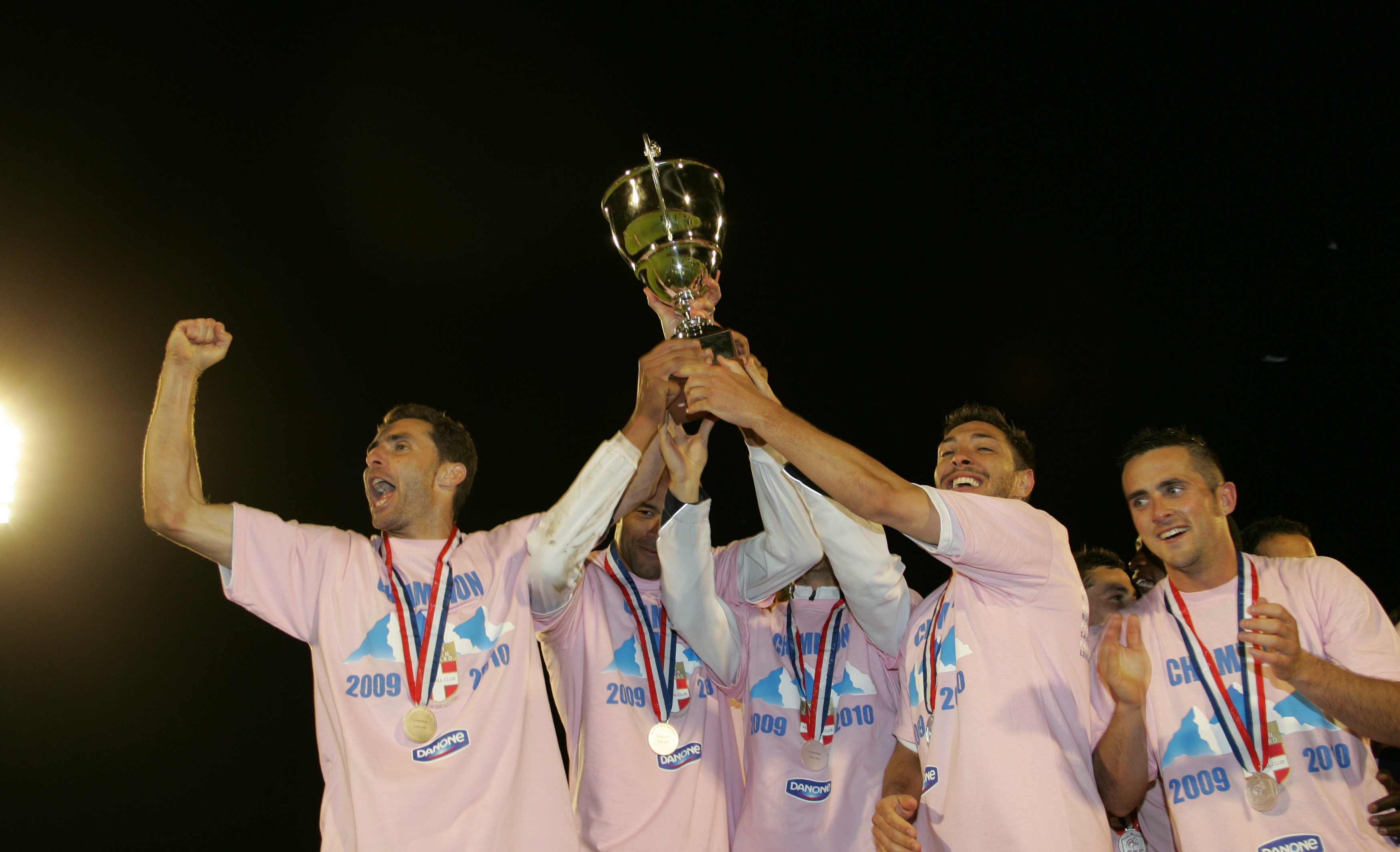
Les « Croix de Savoie » célébrant le titre de champion de National en 2010

Le 29 juin 2009, le club de Charleroi place Bertrand Laquait sur la liste des départs. Son arrivée à l'Évian Thonon Gaillard Football Club est confirmée le 1er août. L'équipe première de ce club haut-savoyard, dont les joueurs sont surnommés « Croix de Savoie » d'après l'ancien nom du club tout juste rebaptisé et basé sur un vaste territoire délimité par les communes de Thonon-les-Bains et Gaillard, entre le Chablais et le Genevois français, évolue alors en championnat de France National (troisième division française). Pour expliquer ce choix qui surprend la presse, il met en avant le « formidable projet des Savoyards qui témoigne de leurs ambitions », bien qu'il avoue « ne pas intéresser l'élite de l'Hexagone » et avoir ainsi opté pour la « seule opportunité qui [lui] est parvenue ». Il affirme tout de même que sa décision n'est « nullement forcée, […] sportivement motivée ». Il comprend et partage les grandes ambitions et objectifs du club, puisqu'il « espère participer à l'ascension de [son] nouveau club qui pourrait se hisser en L2 et pourquoi pas ? briguer la L1 ». Il quitte sa propriété de Spy, le vendredi 3 juillet. Le club de Charleroi affirme, dans un communiqué, que la raison de ce choix est que Laquait veut « rejoindre sa famille ».
Gardien titulaire indiscutable dès son arrivée (prenant la suite de Johann Durand, titulaire à ce poste depuis 10 ans en amateur et National), il participe aux deux montées successives du club haut-savoyard en Ligue 2 (2010) puis Ligue 1 (2011) avec autant de titres de champion consécutifs (National et Ligue 2). En 2011, il est d'ailleurs nommé dans la liste des meilleurs gardiens de Ligue 2 des Trophées UNFP du football, mais le Sedanais Benoît Costil lui est préféré. Au sein du club savoyard, on estime, notamment par la voix de l'historique Johann Durand, qu'il a « grandement contribué à certaines victoires [ayant] permis la montée en Ligue 1 ». Blessé à la cuisse, le 10 mai, face au Stade lavallois, il est remplacé par Durand. Il manque la fin de saison en Ligue 2, la confirmation de la montée et le sacre de champion,.

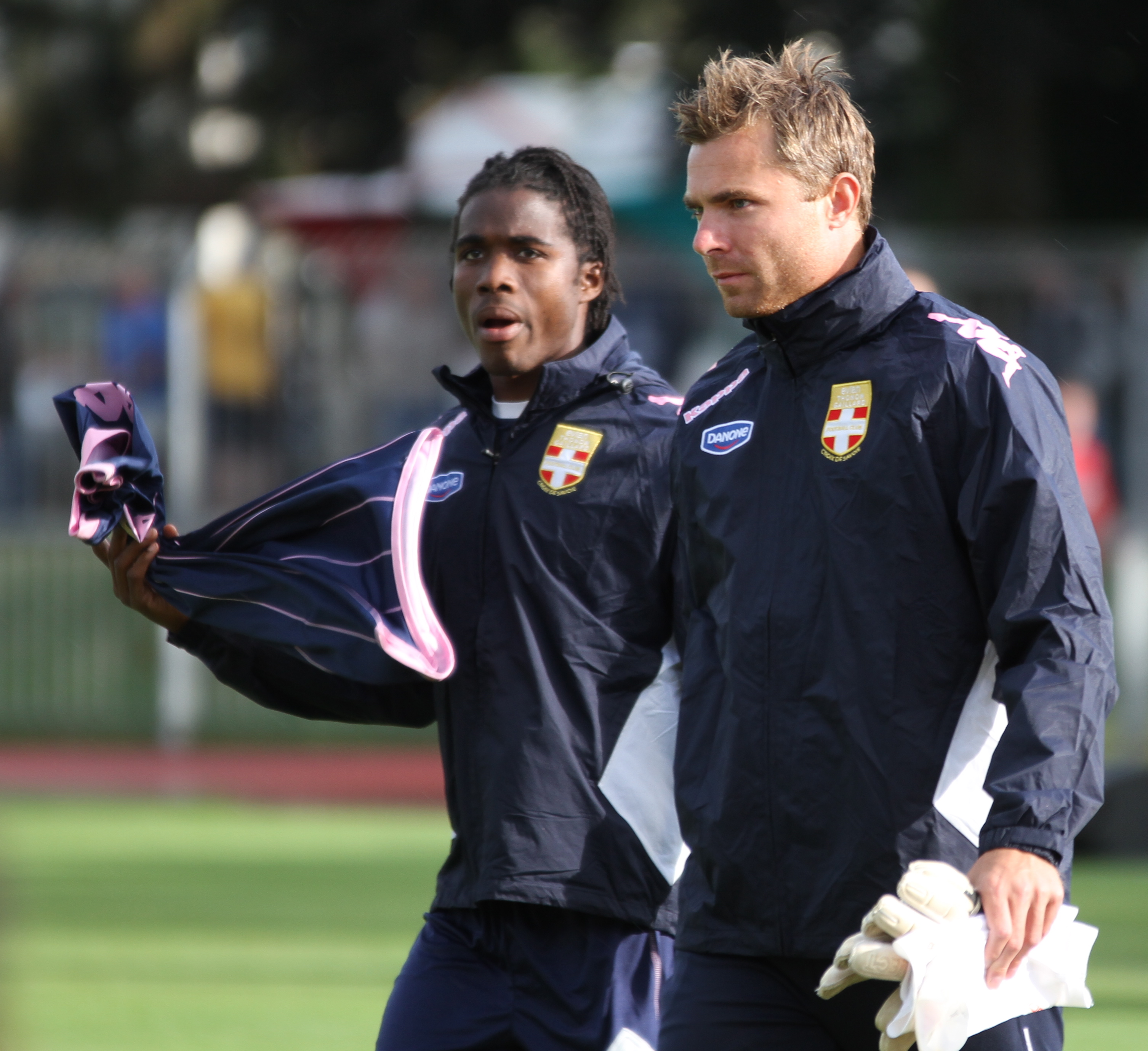
Stephan Andersen (au premier plan), avec qui Bertrand Laquait se disputa le poste de titulaire durant deux saisons

Pour son retour en première division française, Laquait est le gardien le plus âgé du championnat, à trente-quatre ans. Ses douleurs à la cuisse se confirmant après l'été lors d'un match amical le 23 juillet contre l'OGC Nice. Il est indisponible pour les débuts de son club en Ligue 1 car un problème musculaire au quadriceps de la cuisse droite lui est détecté. D'abord remplacé par le jeune international américain Quentin Westberg, les dirigeants s'empressent de recruter un nouveau gardien numéro 1,. En provenance du Brøndby IF, Stephan Andersen, le deuxième gardien de la sélection danoise d'alors, signe le 16 août. Une fois guéri, Bertrand Laquait retrouve sa place dans le groupe à l'occasion d'un match à domicile le 18 septembre contre le Paris Saint-Germain ; il ne quitte pas le banc des remplaçants. Le staff technique juge en effet l'effectif « très rassurant défensivement » en ce mois de septembre, et particulièrement un Stephan Andersen qui n'a pour le moment aucune raison de perdre sa place de titulaire,. Ayant « eu du mal à s'acclimater au début à cause du problème de la langue », selon son coéquipier Johann Durand, le gardien scandinave a finalement réussi à s'adapter en se faisant notamment remarquer pour ses sorties aériennes (« Il va chercher la balle dans les arbres » déclare à ce sujet Pascal Dupraz) ou encore la qualité de son dégagement,.
Cependant, après une série de matchs moyens (en championnat et coupe de la Ligue) avec huit buts encaissés en trois rencontres, on reproche à Andersen son manque d'« emprise sur la défense ». Bertrand Laquait est ainsi titularisé le 1er octobre 2011, face à son club formateur, l'AS Nancy, qu'il avait quitté neuf ans plus tôt. Ce match est aussi son premier en Ligue  1 depuis le 13 mai 2000. Le 26 novembre, après six matchs (défaite face à l'AS Saint-Étienne, trois nuls face à l'AS Nancy-Lorraine, le FC Sochaux et le Lille OSC et deux victoires sur l'AJ Auxerre et le FC Lorient), Bertrand Laquait est victime d'une fracture du tibia lors d'un match contre le Stade rennais à la suite d'un choc avec Víctor Hugo Montaño. Cette nouvelle blessure le contraint à déclarer forfait pour le reste de la saison,, cédant à nouveau sa place à Stephan Andersen, qui lui-même, d'après les observations de Durand, progresse par rapport à ses défauts du début de saison et contribue à l'honorable neuvième place de l'équipe en fin de saison.

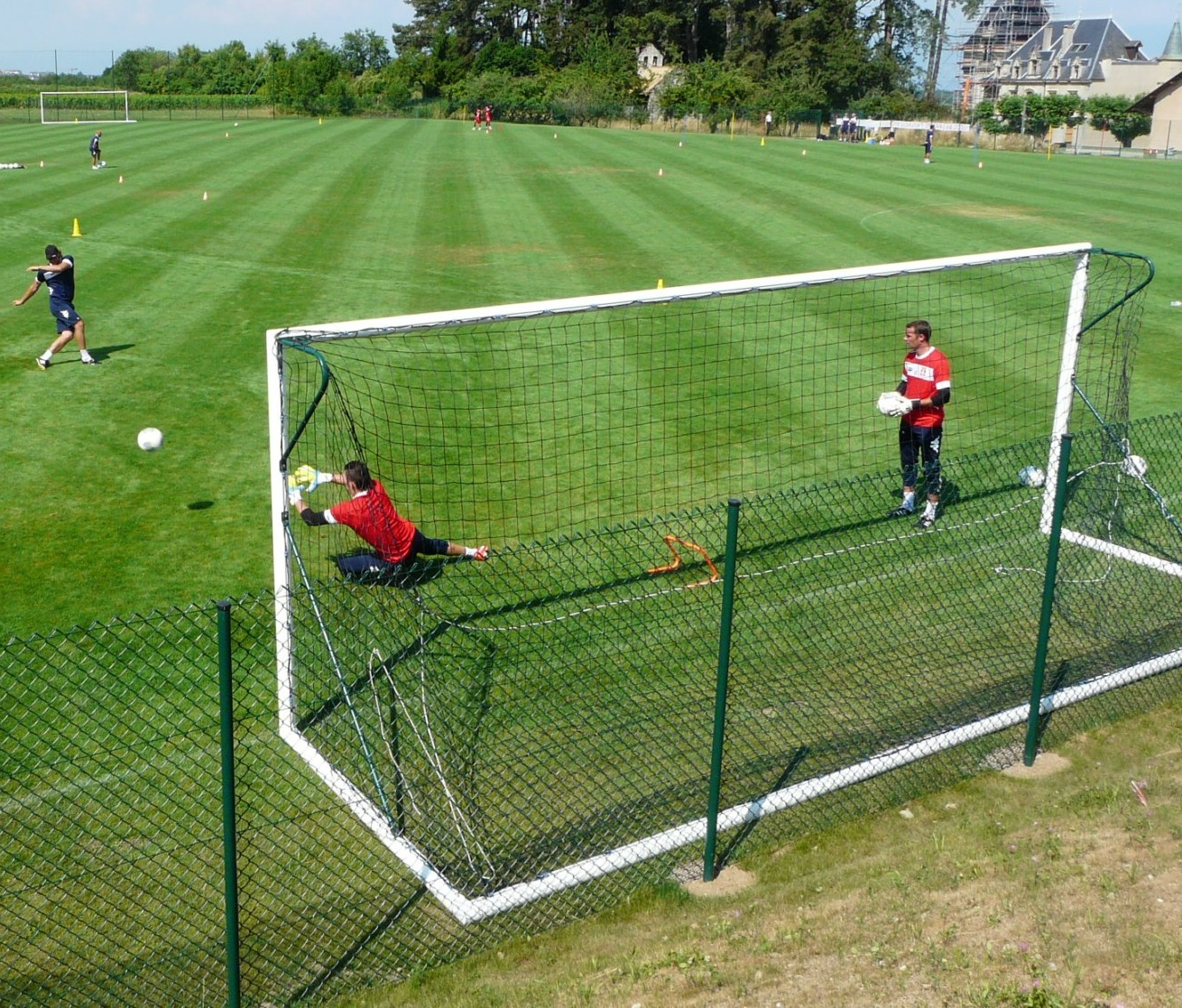
Bertrand Laquait (à droite dans la cage) en compagnie de Johann Durand (à gauche) lors d'un entraînement de l'ETG FC.

Remis de sa blessure pour la reprise du championnat, l’entraîneur Pablo Correa titularise Bertrand Laquait à nouveau aux dépens de Stephan Andersen. Il fait son retour dès la première minute du premier match de préparation face à l'EA Guingamp, mais avec l'éviction de l'entraîneur uruguayen au profit du directeur sportif et ancien entraîneur-joueur du club Pascal Dupraz à la mi-septembre, il retrouve le banc en championnat lors de la réception du SC Bastia. Pascal Dupraz, pour ses premiers pas sur les bancs de Ligue 1 a pris des décisions radicales dans le but d'inverser la tendance, à la suite du mauvais début de saison (trois défaites et deux matchs nuls pour les cinq premières journées de championnat),,. Laquait assume tout de même son rôle de numéro 2 lorsqu'il est titularisé en coupe de la Ligue face au FC Sochaux. Mais, même si Pascal Dupraz estime que « Stephan Andersen n'est pas fautif sur les matchs précédents », l'entraîneur savoyard déplore le nombre important de buts encaissés par le gardien danois ces derniers temps. Selon Dupraz, cela « commençait […] à le marquer psychologiquement ». L'eTG FC accuse un bilan de 12 buts encaissés pour 7 marqués en 6 matchs : avec 4 défaites, dont une lourde face au Toulouse FC 4-0 à domicile, un nul face au FC Lorient, et une seule victoire, 3-2, sur le terrain du champion de France en titre, Montpellier HSC. Bertrand Laquait retrouve ainsi sa place de titulaire à Reims, match durant lequel il effectue plusieurs arrêts décisifs,. Il redevient titulaire jusqu'à la fin de la saison, y compris en Coupe de France, compétition au cours de laquelle les Croix de Savoie effectuent un bon parcours, accédant à la finale, grâce notamment à un quart de finale remporté à domicile face au Paris Saint-Germain de Carlo Ancelotti, Zlatan Ibrahimović, et Thiago Silva, aux tirs au but. Laquait arrête le tir du deuxième et la tentative du troisième est repoussée par sa barre transversale. En finale, après avoir effectué un arrêt difficile en fin de première mi-temps, Laquait arrête un coup de réparation dont la transformation eût porté le score à 3-1 pour les Girondins de Bordeaux peu après le début de la seconde période. Cependant, après l'égalisation par Brice Dja Djédjé, Bertrand Laquait se prend un but synonyme de victoire bordelaise, à la suite d'une mésentente défensive avec le Brésilien Betão,,,. 

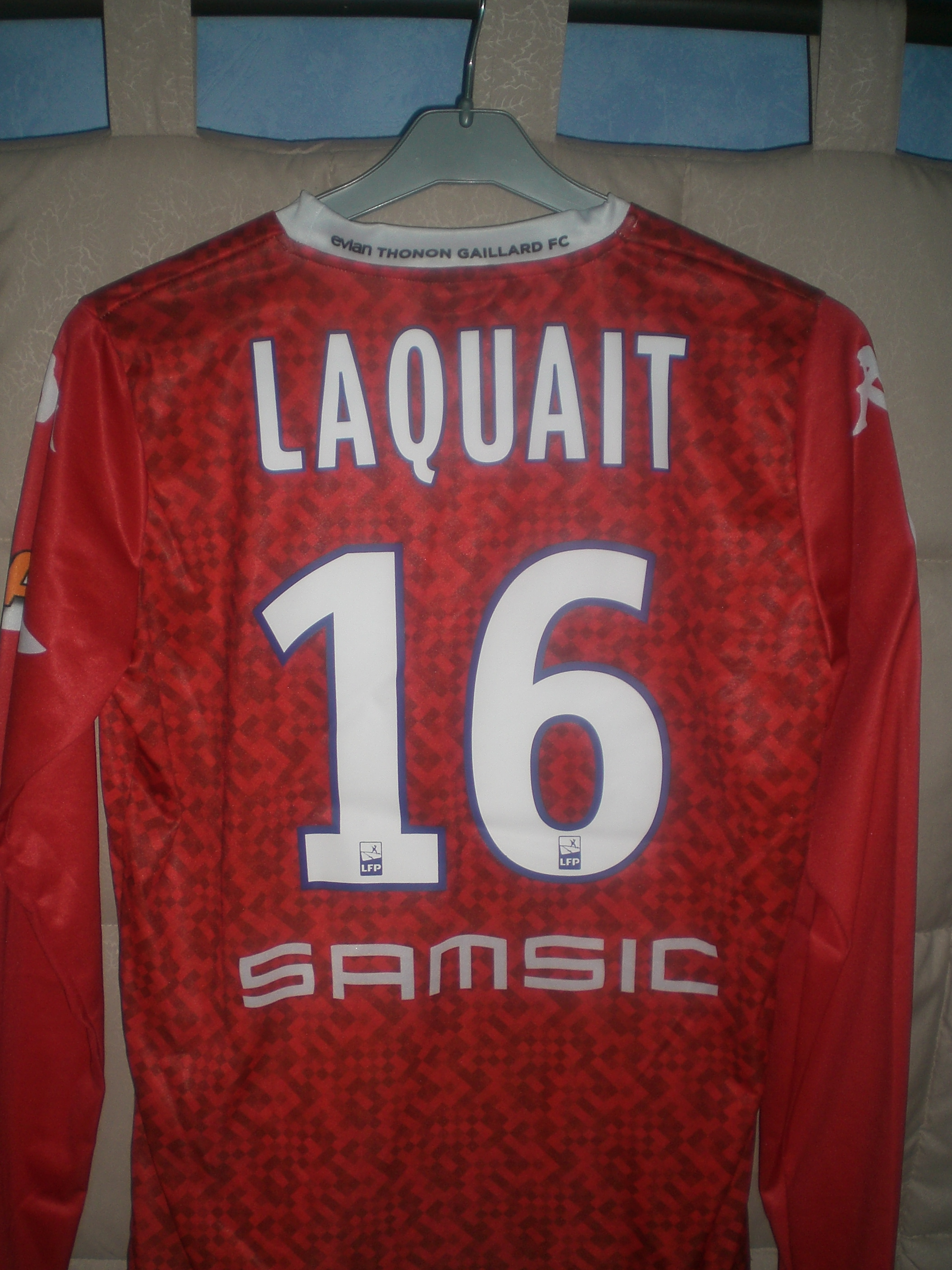
Maillot gardien de l'ETGFC en 2013-2014, floqué au nom de Bertrand Laquait.

Il considère ce match comme « le plus grand moment » de sa carrière, tout en relativisant sa part de faute dans la défaite. « Je reconnais mes torts, mais il ne faut pas croire que je me pense responsable de la défaite, comme j’ai pu le lire ici ou là ; […] dans la victoire comme dans la défaite, on est tous responsables. » déclare-t-il.
La saison suivante, le 15 octobre 2013, alors qu'il est toujours titulaire indiscutable, Laquait se blesse à la cuisse lors d'un entraînement. Le gardien de but subit un examen médical et est déclaré inapte pour un mois. Il est remplacé par Jesper Hansen. Laquait apparaît sur le banc des remplaçants, le 23 novembre, comme remplaçant contre le Football Club de Lorient avant de revenir, le 18 décembre, contre le Sporting Club de Bastia en coupe de la Ligue. Après un match nul contre Lille, le 16 février 2014, Laquait reçoit des critiques négatives ; Les Cahiers du football reprochant ses « plongeons arthritiques » lors de ce match. Il est relégué sur le banc, au profit de Jesper Hansen, jusqu'à la fin de la saison. Malgré une saison difficile, Evian parvient à se maintenir en première division française, se classant quatorzième. La fin de saison entraîne certaines rumeurs au niveau des gardiens de but du club. Mickaël Salamone, gardien de la réserve, quitte Évian et Bertand Laquait est qualifié comme « sans doute prochainement à remplacer » par ETG Blog, qui affirme que le club serait à la recherche d'un nouveau portier. Le 11 juillet 2014, Laquait est autorisé à quitter le stage de l'ETG, organisé à Megève, après avoir appris le décès de son grand-père. Il reprend l'entraînement trois jours plus tard. C'est finalement Benjamin Leroy qui rejoint les Savoyards, le 23 juillet 2014. Pour l'ouverture de la saison 2014-2015, Laquait est laissé à la disposition de l'équipe réserve par Pascal Dupraz, qui préfère choisir Jesper Hansen et Leroy.
Le 26 août 2014, il est libéré de sa dernière année de contrat par le club savoyard, d'un commun accord, pour permettre sa signature au Valenciennes Football Club. Via un communiqué, Evian-Thonon-Gaillard « remercie très chaleureusement Bertrand pour ses magnifiques années en Haute-Savoie et lui transmet tous ses vœux de réussite pour ce nouveau challenge [à Valenciennes] ».

#### Valenciennes Football Club (2014-2015)
Bertrand Laquait signe avec le Valenciennes Football Club, le 27 août 2014, un contrat d'une année assorti d'une autre en option. Le club nordiste accueille son nouveau joueur, en affirmant qu'il « apportera son expérience ainsi que ses qualités sportives et humaines au jeune groupe valenciennois »,. Laquait a décidé de partir car « les portes étaient un peu bouchées », étant relégué au poste de troisième gardien, et considère cette arrivée à Valenciennes comme « un nouveau défi ». Il confie qu'il a choisi le club nordiste surtout du fait que Bernard Casoni, son ancien entraîneur à Évian, dirige l'équipe valenciennoise. Casoni lui confie le poste de titulaire dès son arrivée.
Il joue son premier match, sous le maillot valenciennois, le 11 septembre 2014, contre l'Union sportive Créteil-Lusitanos, qui se termine en match nul 1-1. Son entraîneur trouve le match de son nouveau gardien « moyen » mais pense qu'« il va répondre présent pour la suite ». Sur l'ensemble du match, Laquait est « un peu déçu du résultat » et affirme que, personnellement, il doit travailler. Le 24 janvier 2015, il se blesse à la cuisse au début du match contre le Tours Football Club et cède sa place à Paul Charruau. Quelques jours après cette blessure, il est annoncé comme indisponible pour une durée de « quatre à six semaines » par son club. Le journal La Voix des Sports annonce son probable retour contre l'US Orléans, programmé le 6 mars 2015, mais finalement il n'est pas sélectionné. Il revient sur les terrains, le 11 avril 2015, avec la réserve valenciennoise contre l'Olympique Saint-Quentin, en CFA 2, et arrête un pénalty en fin de match permettant de conserver le score de 0-0. Laquait joue son premier match en professionnel, depuis sa blessure, quelques jours plus tard contre l'AC Arles-Avignon.
Après une défaite 3-0 contre Châteauroux, Laquait est relégué sur le banc des remplaçants et laisse sa place à Charruau pour les trois derniers matchs de la saison. Valenciennes parvient à se sauver et finit seizième du championnat de Ligue 2. Le journaliste Richard Gotte, faisant le bilan de la saison de l'équipe, considère Laquait comme un cadre du VAFC avec Yunis Abdelhamid et Anthony Le Tallec. Néanmoins, à la fin de cet exercice, le gardien désire quitter le Nord-Pas-de-Calais pour pouvoir se rapprocher de sa famille. D'un commun accord avec le club, Laquait résilie son contrat le 2 juillet 2015. Le journal L'Équipe annonce qu'il rencontre des problèmes personnels et qu'il envisage prendre sa retraite.

### Carrière d'éducateur
Après son départ du VAFC, Laquait revient en Haute-Savoie. Pour la saison 2016-2017, il devient adjoint de son ancien coéquipier Nicolas Goussé, entraîneur de l'équipe des U19 d'Évian Thonon Gaillard.

## Palmarès

### En club
| - AS Nancy-Lorraine - Championnat de France de D2 : - Champion : 1998. |  | - Évian Thonon Gaillard FC - Championnat de France de L2 : - Champion : 2011. - Championnat de France de National : - Champion : 2010. - Coupe de France : - Finaliste : 2013. |

### En sélection
- France - 20 ans
  - Tournoi de Toulon :
    - Vainqueur : 1997.

### Distinctions personnelles
- Royal Charleroi Sporting Club :
  - Zèbre d'or : 2005 et 2009.

## Statistiques
Voici les statistiques de Bertrand Laquait depuis le début de sa carrière,.
| Saison                | Club                        | Championnat           | Championnat | Championnat | Coupe nationale | Coupe nationale | Coupe de la Ligue | Coupe de la Ligue | Compétition(s) continentale(s) | Compétition(s) continentale(s) | Compétition(s) continentale(s) | Sélection      | Sélection | Sélection | Total | Total |
| Saison                | Club                        | Division              | M.          | B.          | M.              | B.              | M.                | B.                | Comp.                          | M.                             | B.                             | Équipe         | M.        | B.        | M.    | B.    |
| 1997-1998             | AS Nancy-Lorraine           | 2                     | 2           | 0           | -               | -               | -                 | -                 | -                              | -                              | -                              | France -20 ans | 2         | 0         | 4     | 0     |
| 1998-1999             | AS Nancy-Lorraine           | 1                     | 5           | 0           | 1               | 0               | 2                 | 0                 | -                              | -                              | -                              | France espoirs | 3         | 0         | 11    | 0     |
| 1999-2000             | AS Nancy-Lorraine           | 1                     | 34          | 0           | 1               | 0               | 3                 | 0                 | -                              | -                              | -                              | -              | -         | -         | 38    | 0     |
| 2000-2001             | AS Nancy-Lorraine           | 2                     | 38          | 0           | 1               | 0               | 3                 | 0                 | -                              | -                              | -                              | -              | -         | -         | 42    | 0     |
| 2001-2002             | AS Nancy-Lorraine           | 2                     | 15          | 0           | 1               | 0               | 1                 | 0                 | -                              | -                              | -                              | -              | -         | -         | 17    | 0     |
| 2002-2003             | Charleroi SC                | 1                     | 13          | 0           | -               | -               | -                 | -                 | -                              | -                              | -                              | -              | -         | -         | 13    | 0     |
| 2003-2004             | Charleroi SC                | 1                     | 33          | 1           | -               | -               | -                 | -                 | -                              | -                              | -                              | -              | -         | -         | 33    | 1     |
| 2004-2005             | Charleroi SC                | 1                     | 34          | 0           | 3               | 0               | -                 | -                 | -                              | -                              | -                              | -              | -         | -         | 37    | 0     |
| 2005-2006             | Charleroi SC                | 1                     | 32          | 0           | 4               | 0               | -                 | -                 | CI                             | 2                              | 0                              | -              | -         | -         | 38    | 0     |
| 2006-2007             | Charleroi SC                | 1                     | 4           | 0           | -               | -               | -                 | -                 | -                              | -                              | -                              | -              | -         | -         | 4     | 0     |
| 2006-2007             | Recreativo de Huelva (prêt) | 1                     | 9           | 0           | 2               | 0               | -                 | -                 | -                              | -                              | -                              | -              | -         | -         | 11    | 0     |
| 2007-2008             | Charleroi SC                | 1                     | 34          | 0           | 1               | 0               | -                 | -                 | -                              | -                              | -                              | -              | -         | -         | 35    | 0     |
| 2008-2009             | Charleroi SC                | 1                     | 34          | 0           | 2               | 0               | -                 | -                 | -                              | -                              | -                              | -              | -         | -         | 36    | 0     |
| 2009-2010             | Évian Thonon Gaillard FC    | 3                     | 30          | 0           | 5               | 0               | -                 | -                 | -                              | -                              | -                              | -              | -         | -         | 35    | 0     |
| 2010-2011             | Évian Thonon Gaillard FC    | 2                     | 34          | 0           | -               | -               | -                 | -                 | -                              | -                              | -                              | -              | -         | -         | 34    | 0     |
| 2011-2012             | Évian Thonon Gaillard FC    | 1                     | 7           | 0           | -               | -               | -                 | -                 | -                              | -                              | -                              | -              | -         | -         | 7     | 0     |
| 2012-2013             | Évian Thonon Gaillard FC    | 1                     | 29          | 0           | 6               | 0               | 1                 | 0                 | -                              | -                              | -                              | -              | -         | -         | 36    | 0     |
| 2013-2014             | Évian Thonon Gaillard FC    | 1                     | 16          | 0           | -               | -               | 2                 | 0                 | -                              | -                              | -                              | -              | -         | -         | 18    | 0     |
| 2014-2015             | Valenciennes FC             | 2                     | 20          | 0           | -               | -               | -                 | -                 | -                              | -                              | -                              | -              | -         | -         | 20    | 0     |
| Total sur la carrière | Total sur la carrière       | Total sur la carrière | 423         | 1           | 27              | 0               | 12                | 0                 | -                              | 2                              | 0                              | -              | 5         | 0         | 469   | 1     |

## Vie privée
Bertrand Laquait est marié à une nancéienne, prénommée Marie. Deux enfants naissent de cette union : Clara qui naît le 25 novembre 2003 et Axel qui voit le jour en 2006. La belle-famille du joueur habite à Nancy.